# John Percival Sellon Greig
John Percival Sellon Greig, britanski general, * 1887, † 1954.